# Berneck
Berneck (toponimo tedesco) è un comune svizzero di 3 989 abitanti del Canton San Gallo, nel distretto di Rheintal.

## Geografia fisica
Il territorio di Berneck si estende sul versante sinistro della bassa valle del Reno.

## Storia
Il comune politico di Berneck è stato istituito nel 1803; dal suo territorio nel 1805 fu scorporato Au (con la frazione Monstein), divenuto comune autonomo.

## Monumenti e luoghi d'interesse
- Chiesa parrocchiale cattolica di Nostra Signora, eretta nel IX secolo e ricostruita[3];
- Chiesa riformata, eretta nel 1937[3];
- Rovine della fortezza di Rosenburg, attestata dal 1210 e abbandonata dopo il 1798[3].

## Società

### Evoluzione demografica
L'evoluzione demografica è riportata nella seguente tabella:
Abitanti censiti

## Geografia antropica

### Frazioni
Le frazioni di Berneck sono:
- Buechholz
- Heerbrugg (che si estende anche nei comuni di Au, Balgach e Widnau)[5]
- Hinterburg
- Husen
- Kobel
- Rüden
- Taa

## Economia
L'economia locale si basa prevalentemente sui settori secondario e terziario.

## Infrastrutture e trasporti
Berneck è attraversato dalla strada principale 445.